# Purpurevangeliar (Trient)
Der Purpurevangeliar von Trient (auch Evangelium Palatinum, Siglum e; Nr. 2 nach der Ausgabe der Vetus Latina) ist eine Handschrift aus dem späten 4./frühen 5. Jahrhundert. Sie enthält den Text der vier Evangelien des Neuen Testaments in der altlateinischen Übersetzung der Vetus Latina. Es handelt sich dabei um eine der seltenen Purpurhandschriften der Spätantike. Sie befindet sich in der Bibliothek des Castello del Buonconsiglio in Trient (Signatur Ms. 1589).

## Beschreibung
Die Handschrift besteht heute aus 228 Folia aus Pergament von 35 × 25 cm Größe. Die Seiten sind mit Purpur eingefärbt und mit Silbertinte beschrieben, lediglich die beiden Anfangszeilen zu Johannes und Lukas sind in Goldschrift ausgeführt. Der Text ist in zwei Kolumnen von je 20 Zeilen geschrieben. Sie enthält den Text der Evangelien in der altlateinischen Übersetzung der Vetus Latina. Der Text ist in der westlichen Reihenfolge (Matthäus, Johannes, Lukas, Markus) angeordnet und enthält Lücken. Der Text folgt der afrikanischen Rezension, mit einer starken europäischen Überarbeitung.

## Geschichte
Die Handschrift befand sich ursprünglich in der bischöflichen Bibliothek in Trient und gelangte 1805/06 in die Hofbibliothek in Wien (Cod. 1185). In Folge des verlorenen Ersten Weltkriegs musste sie 1919 an Italien abgegeben werden und gelangte in das Castello del Buonconsiglio in Trient. Damals erhielt sie auch einen neuen Einband.
Zwei Blätter der Handschrift wurden bereits im 18. Jahrhundert herausgenommen und gelangten in andere Bibliotheken: ein Blatt befindet sich heute in der Bibliothek des Trinity College in Dublin, Signatur MS 1709 (Matthäus 13, 12–23), ein weiteres (Matthäus 14, 11–22) in der British Library in London.